# PRC-AV 59
El sendero de Pequeño Recorrido PRC-AV 59  se encuentra situado en el municipio de Navalmoral de la Sierra, provincia de Ávila, es una travesía circular con inicio y final en la Plaza Grande,  sube al Puerto de Navalmoral (1.514m) por el antiguo camino a Ávila situado en plena Sierra de la Paramera que corresponde al Espacio Natural Protegido de las Sierras de la Paramera y Serrota utilizando una antigua Calzada de origen Romano. La vuelta al pueblo se realiza por el valle de la Puentecilla, atravesando lugares históricos ya conocidos desde el siglo XIII. El sendero recorre impresionantes paisajes y lugares donde observar los antiguos molinos harineros del río Santa María, los restos del camino empedrado y las ventas entre otros.

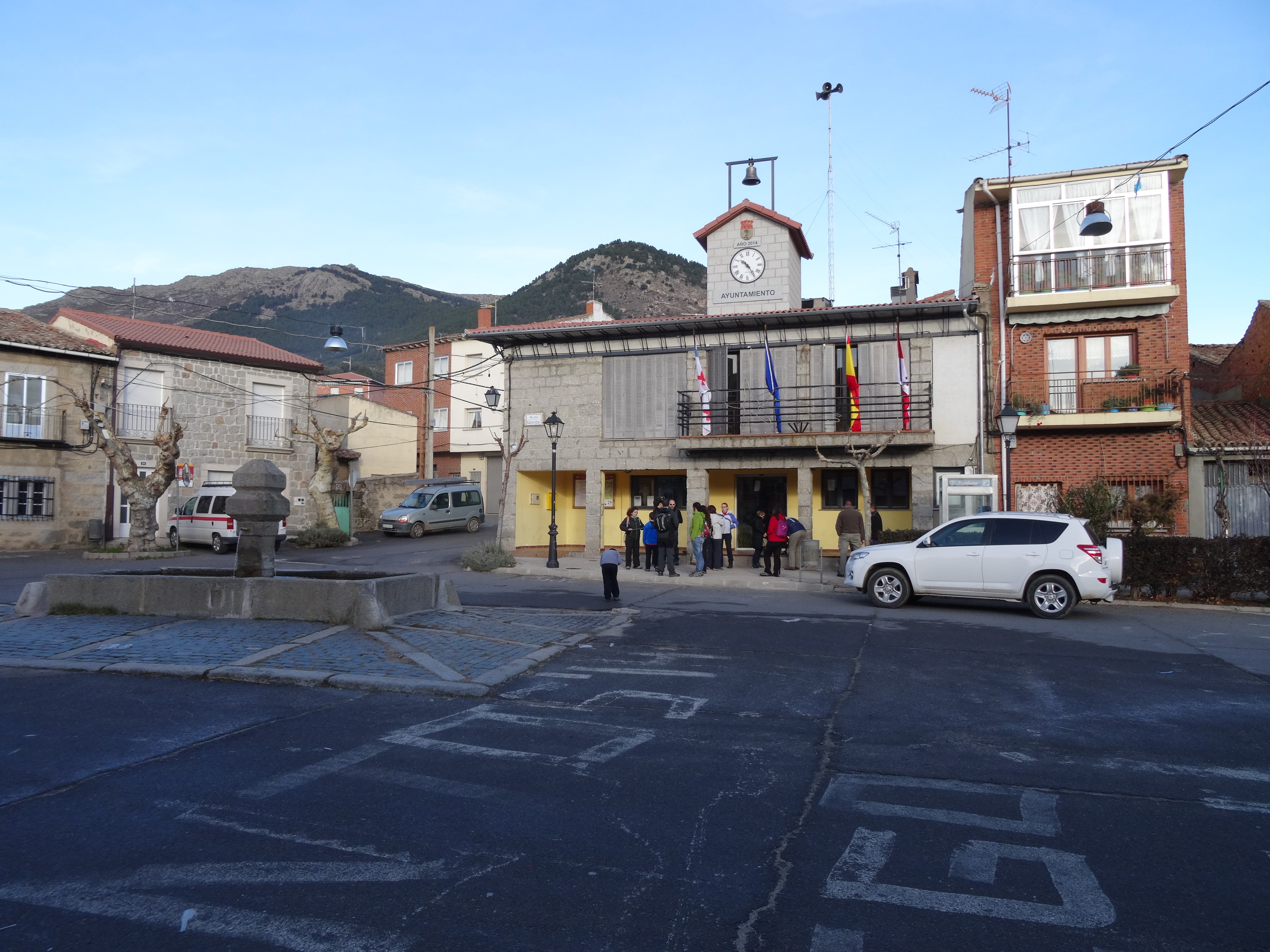
Plaza Grande de Navalmoral de la Sierra con su Pilón Centenario

Ruta de la Calzada Romana y Bardera

## Descripción
La ruta comienza y termina en la Plaza Grande de Navalmoral,  al ser circular  la descripción va a ir en función del  itinerario. Subimos por la calle  A. Alonso pegada al Ayuntamiento dirección norte,  al llegar al cruce  giramos a la izquierda  y cruzamos  la carretera AV 905, a pocos metros dejamos la carretera y giramos a la derecha para meternos en la calle de los Perales, dirección norte llegaremos a la fuente y  lavaderos de piedra llamados “El Chorro”( se dice que son más antiguos que el propio pueblo y que en este lugar estaba el moral prehistórico que dio el nombre al pueblo de Nava el Moral).

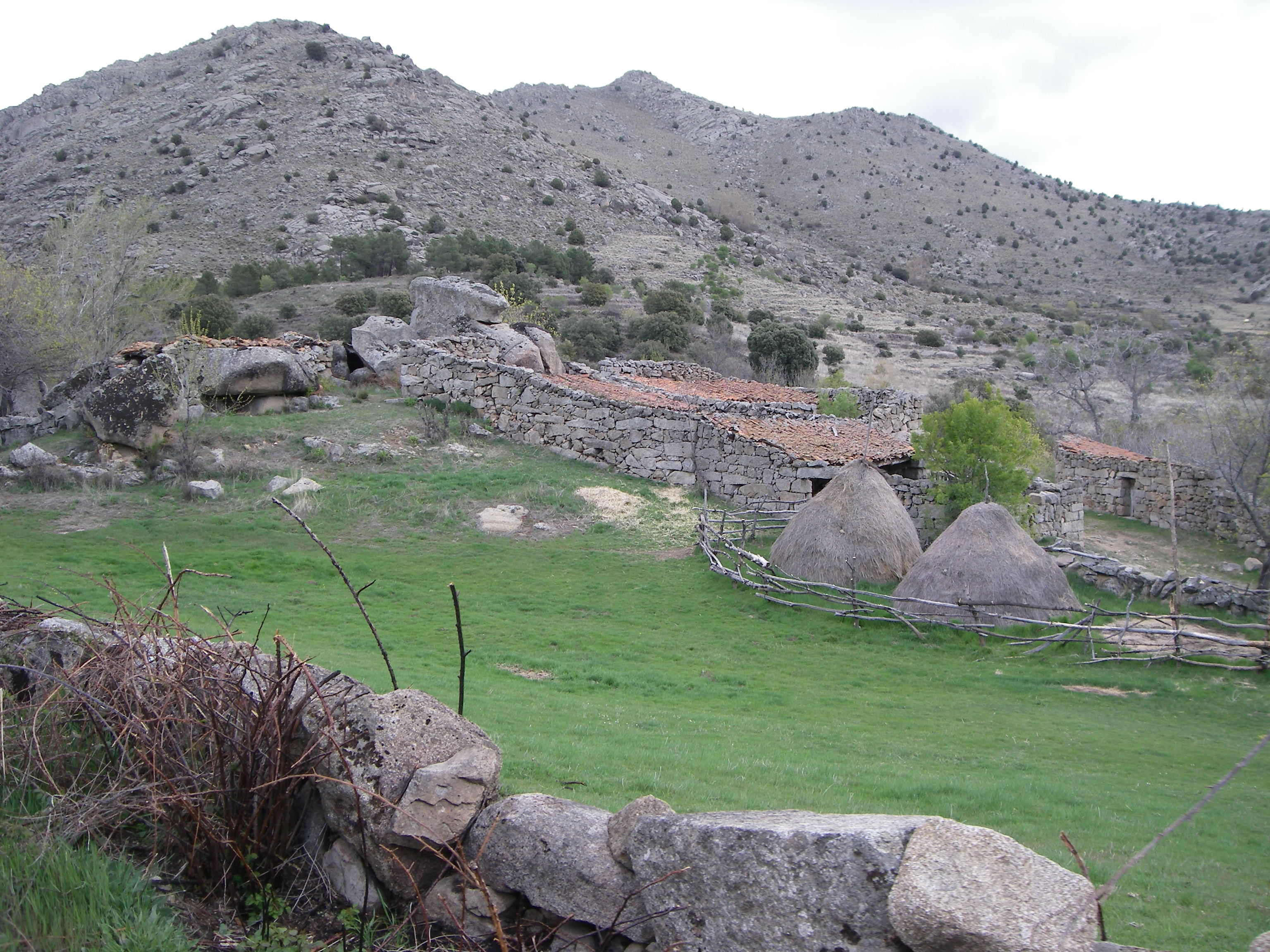
Molino Harinero de la Madrecilla en el Río de Santa María con los Picos de los Pozuelos al fondo

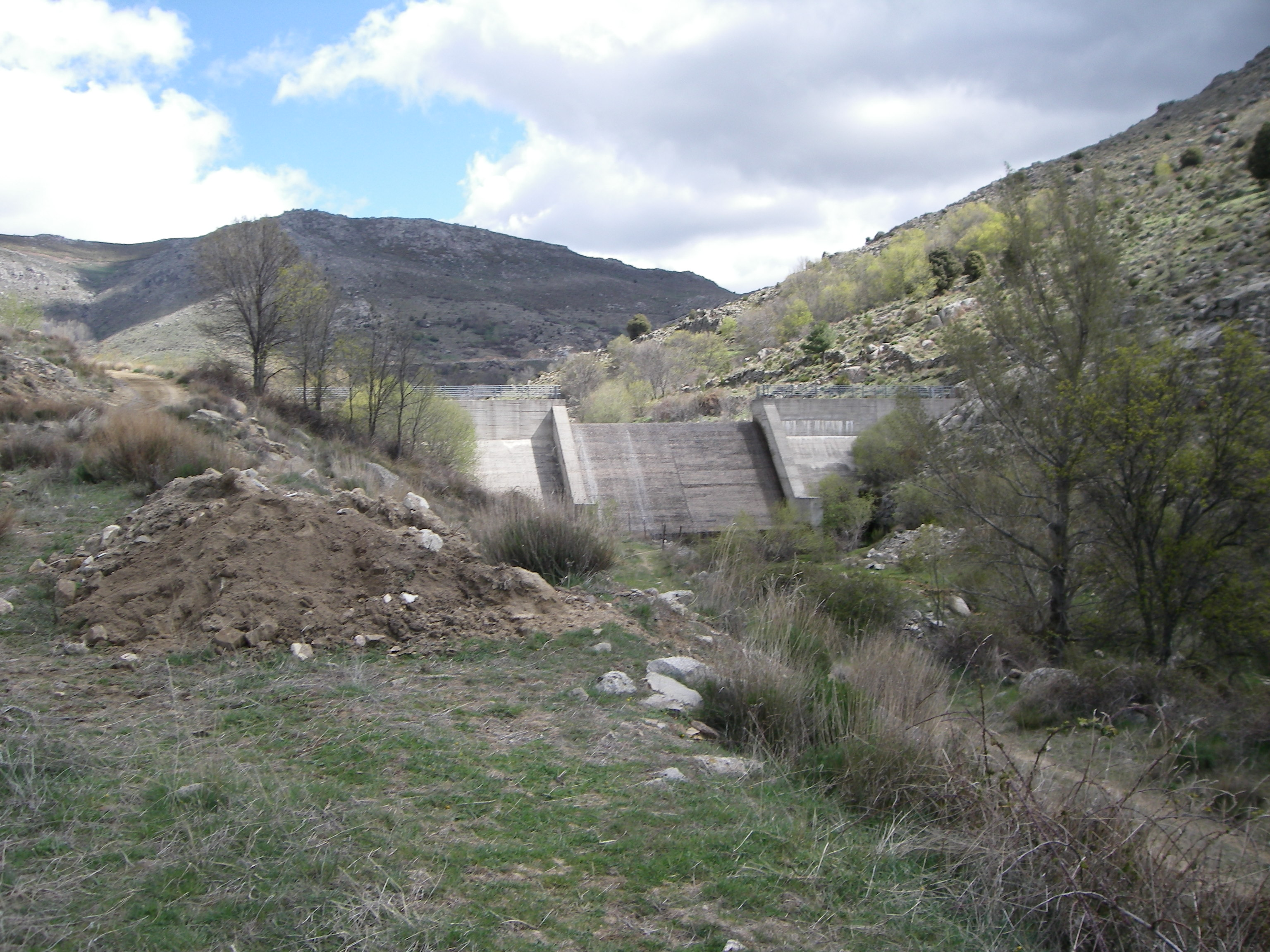
Presa de los Dos Arroyos

En la Fuente y lavadero de “El Chorro” es donde realmente comenzaba La Calzada aunque solo quedan unas piedras en el margen derecho del camino al lado de los huertos con grandes robles y fresnos. Seguimos el camino sin desviarnos  y se van dejando ver El Pico de los Pozuelos a la derecha (1449 m) y El Pico de la Solanilla (1526 m) con el Pinar a la izquierda.
Pasamos  recto el Cruce de “la Madrecilla”,  al mirar a la derecha podremos observar las casas y pajares del molino de canal o “de caz” más moderno (mediados del siglo XX) en el paraje llamado  “Molinos de la Madrecilla” cuya situación está en la orilla del río Santa María, aquí también nace la reguera madre que lleva el agua a los arroyos que surcan el casco urbano de Navalmoral.
Seguimos el camino en dirección norte, pasamos recto el cruce del “Camino de los Aldeanos” y llegamos  al “Barrialejo” con su Fuente de agua fresca y cristalina (aunque a veces, a causa de una fuerte lluvia o nevada se pone el agua azulada-blanquecina, por el lavado del feldespato),  su venta,  las casas de los molineros y los molinos de caz “El Bajero” y “El Medianero” todo de piedra  que se encuentran a la derecha cruzando el río de Santa María. Un poco más arriba nos encontraremos con la Presa de los “Dos Arroyos” la cual tiene escondido al “Molino Cimero” que solo se deja ver cuando baja el nivel. Pasado ésta llegaremos al Regajo (Praderas comunales con buenos pastos) de los “Dos Arroyos” (26 min.) con una fuente de agua fresca y exquisita.

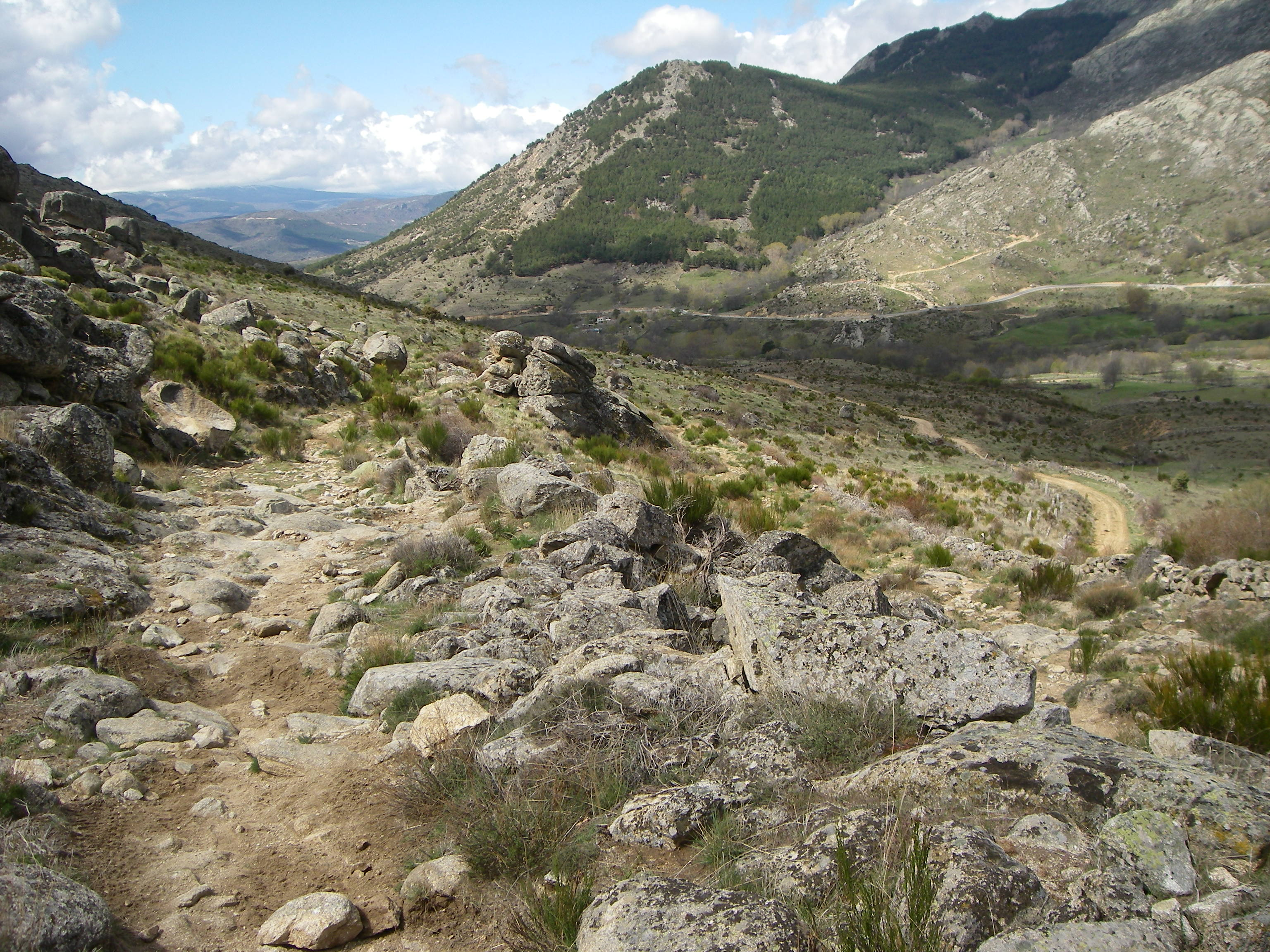
Restos de la Calzada Romana con el Pinar y el Pico de la Solanilla (1526m) al fondo

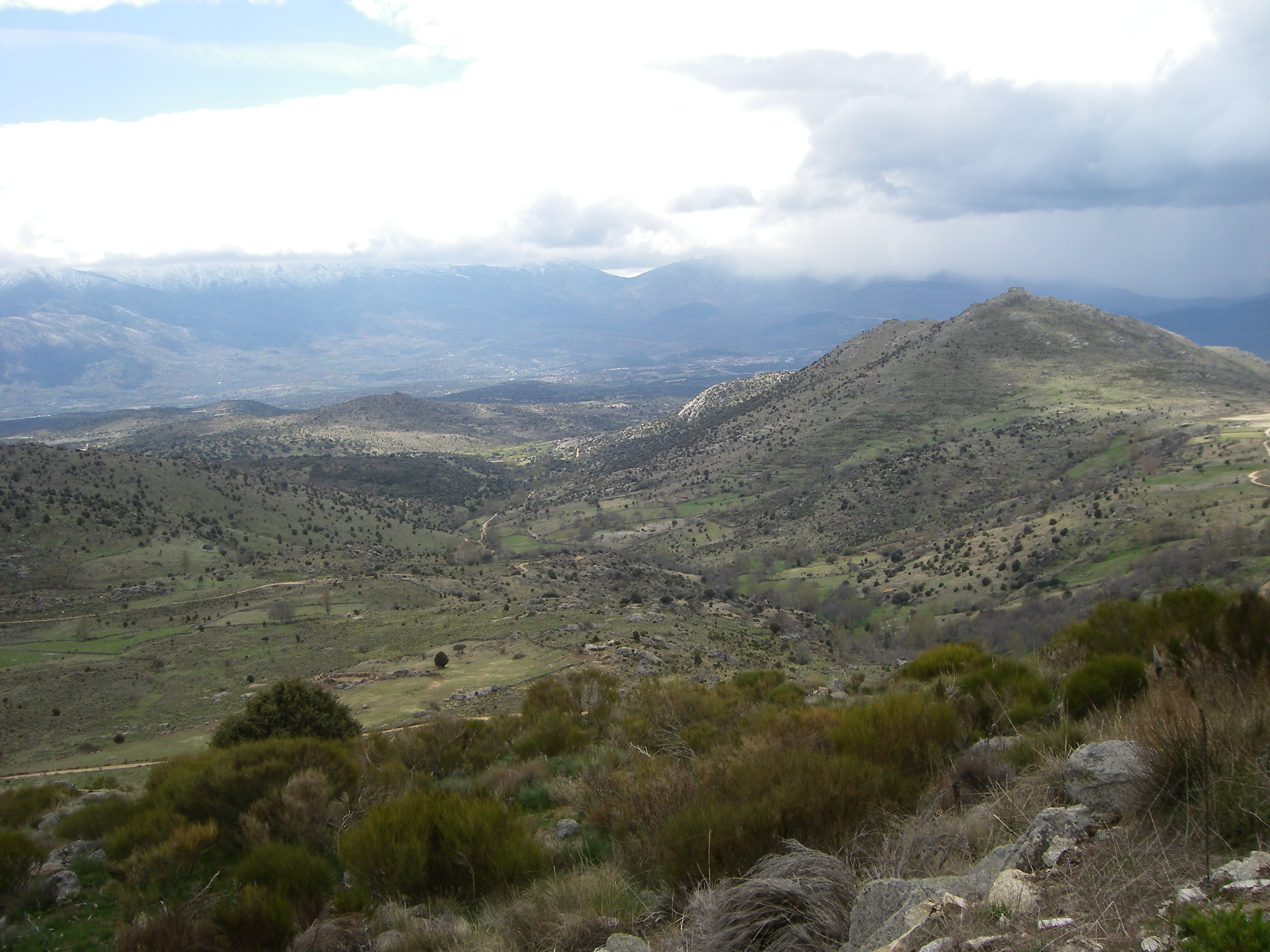
Mirador de las Aleguillas con el Valle de la Puentecilla y el Regajo de La Bardera al fondo

Pasado el regajo llegaremos a un desvío de caminos, cogemos la vereda de la derecha y volvemos a encontrarnos restos de la calzada, cruzamos la carretera AV-900, pasamos por detrás de unos pajares de piedra, volvemos a cruzar la carretera dos veces más y nos encontramos con una puerta metálica grande,  al cruzarla entramos en la zona donde la calzada está mejor conservada al no ser una zona tan transitada como los tramos anteriores  ya que se dejó de utilizar hacia el año 1890 más o menos, debido a la construcción de la carretera nueva. En este tramo veremos empedrados y muros laterales de la calzada, empiezan a verse los hitos de piedra que marcaban el borde de la calzada durante las nevadas de antaño,  la venta de “La estrella”, la venta de “Los Carocas” y justo antes de coronar el puerto la Venta del “Tío Francisquillo” todas en ruinas ya por el desuso.  Al Llegar al Puerto de Navalmoral (1.514m) cruzamos la carretera AV-900 hacia la Ermita de San Cristóbal, en este punto podemos hacer una parada en el camino, beber agua de su fuente y admirar todo el Valle del Alto Alberche, el Parque Regional Protegido Sierra de Gredos de frente y a la derecha, la Reserva Natural Protegida del valle de Iruelas a la izquierda y por supuesto todo el esplendor del Espacio Natural Protegido de las Sierras de la Paramera y Serrota que es donde nos encontramos en este momento ( 1h y 30 min).
La marcha continua dirección este, hacia las antenas de televisión y los molinos de viento, pasamos unas puertas metálicas  y sale una vereda a la derecha dirección sur que nos lleva hasta la cañada y fuente de “Tía Juliana”, seguimos  dirección oeste por una zona con altos ramos y piornos hasta el mirador de “Las Aleguillas”,  impresionantes vistas de la garganta de Santa María (nombrada por Alfonso XI en el Libro de la Montería , 1350), El  Valle de la Puentecilla, los Picos de los Pozuelos, Pico de la Solanilla, las umbrías del pinar, El Cabezo de Serranillos, Lanchamala…  (2h).
Seguimos dirección sur hacia el Valle de la Puentecilla por una senda estrecha hasta girar a la izquierda por el camino principal que baja al Regajo de la Bardera (muchos pleitos del pueblo de Navalmoral contra Pedro Dávila Marqués de las Navas y Villafranca y sus descendientes por la usurpación a la fuerza de este término y de otros del municipio desde finales del siglo XIV y casi todo el siglo XV hasta que los Reyes Católicos dieron la razón al pueblo de Navalmoral) (2 h y 30 min).

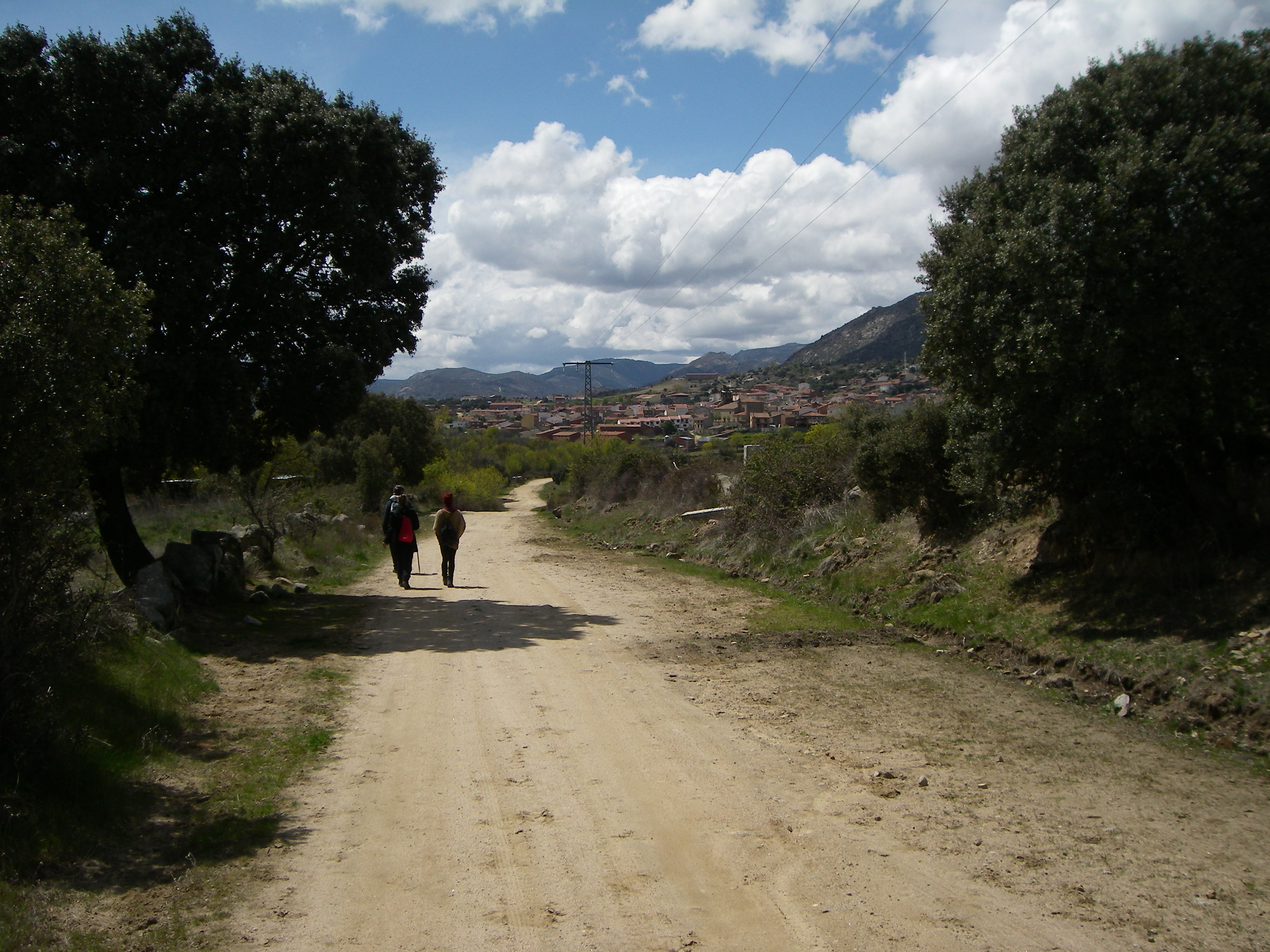
Camino del Soto con Navalmoral de Fondo, enlace GR10.3

Continuamos  por una bajada pronunciada siempre dirección sur, dejamos la “Fuente de los Cimorros” a la izquierda,  pasamos recto el cruce que va a la dehesa de “Navalsauz”  y dejando el arroyo de la Puentecilla a la Izquierda  llegamos a una zona llamada  “Navaltravieso” (Los “Dos Arroyos”, “Navaltravieso” y “Navalsauz”  ya están nombrados por Alfonso XI en el Libro de la Montería, 1350 como todo un monte de osos y puercos…), cruzamos la AV-905 por debajo de un túnel  y enlazamos  con el GR 10.3 variante del GR 10, seguimos dirección oeste por el “camino del Soto”, pasamos el cruce que va a la Ermita de Nuestra Señora de Aldeavieja (siglo XIV) en ruinas desde el 3 de diciembre de 1808,  quemada y saqueada por las tropas napoleónicas,  subimos la cuesta hacia la Iglesia de San Pedro Apóstol (principios del siglo XVI) y cogemos la calle principal que nos lleva hasta la Plaza Grande donde podemos refrescarnos en su Pilón Centenario (4h).